# Frritt-Flacc
Frritt-Flacc est une nouvelle fantastique de Jules Verne, parue dans sa version définitive en 1886.

## Historique
Cette nouvelle est publiée pour la première fois en 1884 dans l'édition de Noël du supplément du Figaro illustré, numéro unique du 5 décembre 1884. Elle occupe deux pages et est illustrée par Adolphe Léon Willette.
Malgré les réticences de Hetzel, elle est reprise en novembre 1886, dans une version légèrement modifiée de 36 pages, à la suite de l'édition in-18 du roman Un billet de loterie puis dans une version illustrée, le même mois, en in-8, dans le cadre des Voyages extraordinaires.
Le 1er décembre 1886, elle est publiée dans le Magasin d'éducation et de récréation et Semaine des enfants réunis. Journal de toute la famille et comporte deux illustrations de George Roux extraites de l'édition grand in-8 d'Hetzel. Cette version est à nouveau modifiée dans un mixte des éditions précédentes qui édulcore les ironies religieuses et ce que le public du Magasin pourrait interpréter comme blasphématoire,.

## Résumé
Dans la petite ville imaginaire de Luktrop, officie le docteur Trifulgas, qui ne s'intéresse qu'à l'argent de ses patients. Un soir de pluie et de vent, on frappe à sa porte. C'est la fille du craquelinier Vort Kartif qui vient réclamer ses bons offices pour son père. Mais Vort Kartif est pauvre et le médecin la renvoie. C'est au tour de la femme du craquelinier de tenter une démarche, tout aussi inutile. Enfin, la mère vient offrir cent vingt fretzers à Trifulgas. Ce dernier, de son plein gré, se décide à rendre visite à Vort Kartif.
Par une nuit de tempête sur la lande, suivi de son chien Hurzof et de la vieille, il se dirige vers la demeure du pauvre homme. Mais, en chemin, la vieille femme disparaît. Arrivé à l'adresse indiquée, Trifulgas reconnaît sa propre maison. Il pénètre dans la chambre... c'est sa chambre. Il s'approche du lit... c'est son lit. Et, dans ce lit, c'est lui-même, proche du trépas. Il tente le tout pour le tout afin de se soigner. Mais il est trop tard. Son sosie se redresse et pousse un râle. Et, malgré toute sa science, le docteur Trifulgas se meurt entre ses mains.

## Les personnages
- Le Docteur Trifulgas
- Vort Kartif, craquelinier
- La fille de Vort Kartif
- La femme de Vort Kartif
- La mère de Vort Kartif
- Hurzof, chien de Trifulgas, métis de bouledogue et d'épagneul breton

## Éditions
- 1981 : Bulletin de la Société Jules-Verne no 59.
- 2000 : Contes et nouvelles de Jules Verne, Éditions Ouest-France.
- 2000 : Maître Zacharius et autres récits, Librairie José Corti.
- 2020 : Jules Verne dans le Figaro illustré , éditions Paganel (version du Figaro illustré)